# Bujalaro
Bujalaro ist ein zentralspanischer Ort und eine Gemeinde (municipio) mit 53 Einwohnern (Stand: 2024) im westlichen Zentrum der Provinz Guadalajara in der Autonomen Gemeinschaft Kastilien-La Mancha.

## Lage und Klima
Bujalaro liegt in einer Höhe von ca. 840 m in der Kulturlandschaft der Serranía. Die Entfernung zur südsüdwestlich gelegenen Provinzhauptstadt Guadalajara beträgt ca. 35 Kilometer (Fahrtstrecke). Das Klima ist gemäßigt bis warm; Regen (485 mm/Jahr) fällt übers Jahr verteilt.

## Bevölkerungsentwicklung
| Jahr      | 1970 | 1981 | 1991 | 2001 | 2011 | 2021 |
| Einwohner | 192  | 155  | 110  | 77   | 65   | 48   |

## Sehenswürdigkeiten

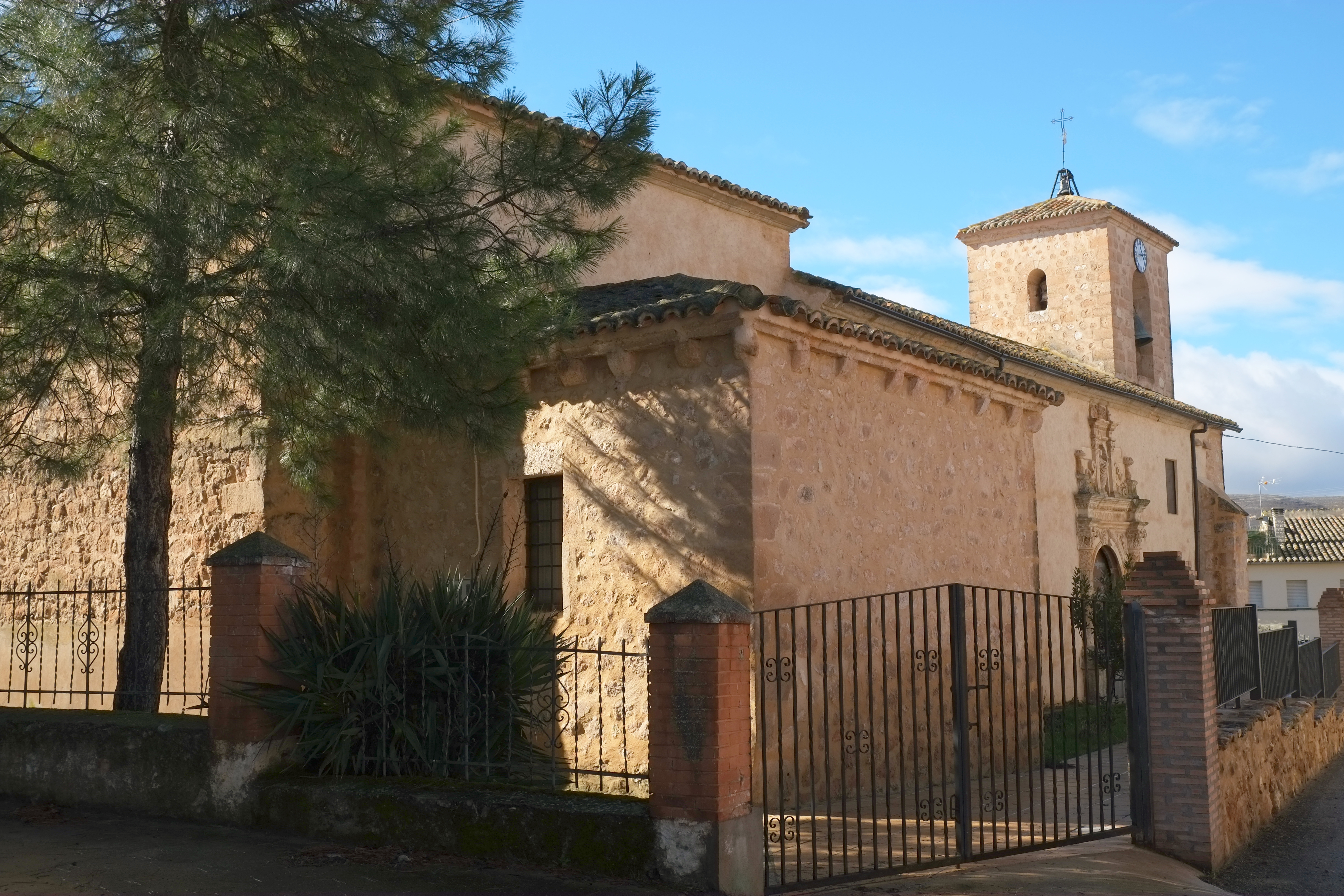
Antoniuskirche

- Antoniuskirche

## Persönlichkeiten
- Antonio Pérez Gómez (* 1953), Schriftsteller (Pseudonyme: Antonio Pérez Henares und Chani)